# Honeymoon (album của Lana Del Rey)
Honeymoon là album phòng thu thứ tư của ca sĩ kiêm sáng tác nhạc người Mỹ Lana Del Rey, phát hành ngày 18 tháng 9 năm 2015 bởi Interscope Records và Polydor Records. Được sản xuất bởi những cộng tác viên lâu năm của Del Rey như Rick Nowels và Kieron Menzies, album đánh dấu sự thay đổi về phong cách âm nhạc so với đĩa nhạc trước Ultraviolence (2014) vốn sử dụng nhiều âm thanh guitar và trở lại với baroque pop từng làm nên tuổi của nữ ca sĩ thông qua hai album Born to Die (2012) và Paradise (2012). Ngoài ra, Honeymoon cũng được xây dựng như một tác phẩm theo phong cách hoài cổ khi kết hợp thêm thể loại dream pop và trip hop, bên cạnh một số yếu tố từ trap, blues, downtempo pop và jazz. Nội dung ca từ của album đề cập những chủ đề về đau khổ trong tình yêu, sự oán giận, ham muốn, chủ nghĩa thoát ly và bạo lực.
Del Rey tham gia sáng tác trong tất cả những bản nhạc trong Honeymoon, ngoại trừ bản hát lại "Don't Let Me Be Misunderstood" của Nina Simone và một đoạn trích từ đoạn thơ đầu tiên trong tác phẩm Four Quartets của T. S. Eliot được cô đọc lại. Sau khi phát hành, album nhận được những phản ứng tích cực từ các nhà phê bình âm nhạc, trong đó họ đánh giá cao giai điệu, cách sắp xếp đĩa nhạc và tầm nhìn độc đáo của nữ ca sĩ. Honeymoon cũng gặt hái những thành công lớn về mặt thương mại, đứng đầu các bảng xếp hạng ở Úc, Hy Lạp và Ireland, đồng thời lọt vào top 10 ở hơn 20 quốc gia khác, bao gồm vươn đến top 5 ở những thị trường lớn như Canada, Pháp, Đức, Mexico, Tây Ban Nha và Vương quốc Anh. Album ra mắt ở vị trí thứ hai trên bảng xếp hạng Billboard 200 tại Hoa Kỳ với 116,000 đơn vị album tương đương, trở thành album thứ tư của Del Rey vươn đến top 10 tại đây.
Hai đĩa đơn đã được phát hành từ Honeymoon. "High by the Beach" được chọn làm đĩa đơn mở đường và lọt vào top 40 ở một số quốc gia, đồng thời đạt vị trí thứ 51 trên bảng xếp hạng Billboard Hot 100. Đĩa đơn cuối cùng "Music to Watch Boys To" chỉ gặt hái những thành công hạn chế trên toàn cầu, trong khi "Terrence Loves You" và bài hát chủ đề lần lượt được phát hành dưới dạng đĩa đơn quảng bá. Khác với những album phòng thu trước, Del Rey không xuất hiện và trình diễn trên những chương trình truyền hình và lễ trao giải lớn, thay vào đó cô tham gia một vài buổi phỏng vấn trên báo in, những buổi gặp gỡ người hâm mộ trực tiếp và trên mạng xã hội. Kể từ khi phát hành, đĩa nhạc đã lọt vào danh sách những album xuất sắc nhất năm 2015 của nhiều ấn phẩm và tổ chức âm nhạc, bao gồm Billboard, The New York Times và Rolling Stone.

## Danh sách bài hát
Tất cả các ca khúc được viết bởi Lana Del Rey và Rick Nowels, ngoại trừ một số ghi chú; tất cả bài hát đều được sản xuất bởi Del Rey, Nowels và Kieron Menzies.
| STT              | Nhan đề                                                                                    | Thời lượng |
| ---------------- | ------------------------------------------------------------------------------------------ | ---------- |
| 1.               | "Honeymoon"                                                                                | 5:50       |
| 2.               | "Music to Watch Boys To"                                                                   | 4:51       |
| 3.               | "Terrence Loves You"                                                                       | 4:51       |
| 4.               | "God Knows I Tried"                                                                        | 4:40       |
| 5.               | "High by the Beach" (sáng tác: Del Rey, Nowels and Menzies)                                | 4:18       |
| 6.               | "Freak"                                                                                    | 4:55       |
| 7.               | "Art Deco"                                                                                 | 4:55       |
| 8.               | "Burnt Norton" (Interlude) (tác giả: T. S. Eliot)                                          | 1:21       |
| 9.               | "Religion"                                                                                 | 5:23       |
| 10.              | "Salvatore"                                                                                | 4:41       |
| 11.              | "The Blackest Day"                                                                         | 6:05       |
| 12.              | "24"                                                                                       | 4:56       |
| 13.              | "Swan Song"                                                                                | 5:23       |
| 14.              | "Don't Let Me Be Misunderstood" (sáng tác: Sol Marcus, Bennie Benjamin và Gloria Caldwell) | 3:02       |
| Tổng thời lượng: | Tổng thời lượng:                                                                           | 65:06      |

## Xếp hạng
| Bảng xếp hạng (2015)                     | Vị trí cao nhất |
| ---------------------------------------- | --------------- |
| Album Argentina (CAPIF)                  | 6               |
| Album Úc (ARIA)                          | 1               |
| Album Áo (Ö3 Austria)                    | 4               |
| Album Bỉ (Ultratop Vlaanderen)           | 2               |
| Album Bỉ (Ultratop Wallonie)             | 2               |
| Album Brazil (ABPD)                      | 2               |
| Album Canada (Billboard)                 | 3               |
| Album Croatia (HDU)                      | 11              |
| Album Cộng hòa Séc (ČNS IFPI)            | 6               |
| Album Đan Mạch (Hitlisten)               | 7               |
| Album Hà Lan (Album Top 100)             | 5               |
| Album Phần Lan (Suomen virallinen lista) | 12              |
| Album Pháp (SNEP)                        | 3               |
| Album Đức (Offizielle Top 100)           | 4               |
| Album Hy Lạp (IFPI)                      | 1               |
| Album Hungaria (MAHASZ)                  | 14              |
| Album Ireland (IRMA)                     | 1               |
| Album Ý (FIMI)                           | 2               |
| Album Nhật Bản (Oricon)                  | 100             |
| Album Mexico (AMPROFON)                  | 2               |
| Album New Zealand (RMNZ)                 | 2               |
| Album Na Uy (VG-lista)                   | 6               |
| Album Ba Lan (ZPAV)                      | 3               |
| Album Bồ Đào Nha (AFP)                   | 2               |
| Album Scotland (OCC)                     | 2               |
| Album Slovakia (ČNS IFPI)                | 79              |
| Album Hàn Quốc (Circle)                  | 45              |
| Album Hàn Quốc Quốc tế (Circle)          | 5               |
| Album Scotland (OCC)                     | 2               |
| Album Tây Ban Nha (PROMUSICAE)           | 4               |
| Album Thụy Điển (Sverigetopplistan)      | 3               |
| Album Thụy Sĩ (Schweizer Hitparade)      | 3               |
| Album Anh Quốc (OCC)                     | 2               |
| Album Hoa Kỳ Billboard 200               | 2               |
| Album Hoa Kỳ Top Alternative (Billboard) | 1               |

| Bảng xếp hạng (2015)                      | Vị trí |
| ----------------------------------------- | ------ |
| Album Úc (ARIA)                           | 74     |
| Album Bỉ (Ultratop Flanders)              | 75     |
| Album Bỉ (Ultratop Wallonia)              | 72     |
| Album Pháp (SNEP)                         | 101    |
| Album Mexico (AMPROFON)                   | 57     |
| Album Thụy Sĩ (Swiss Hitparade)           | 77     |
| Album Anh Quốc (OCC)                      | 100    |
| Hoa Kỳ Billboard 200                      | 165    |
| Hoa Kỳ Top Alternative Albums (Billboard) | 16     |
| Bảng xếp hạng (2016)                      | Vị trí |
| Hoa Kỳ Top Alternative Albums (Billboard) | 39     |

## Chứng nhận
| Quốc gia                                                                                             | Chứng nhận  | Số đơn vị/doanh số chứng nhận |
| --- | ----------- | ----------------------------- |
| Úc (ARIA)                                                                                            | Vàng        | 35.000‡                       |
| Canada (Music Canada)                                                                                | Bạch kim    | 80.000‡                       |
| Đan Mạch (IFPI Đan Mạch)                                                                             | Vàng        | 10.000‡                       |
| Pháp (SNEP)                                                                                          | Vàng        | 50.000*                       |
| Đức (BVMI)                                                                                           | Vàng        | 100.000‡                      |
| Ý (FIMI)                                                                                             | Vàng        | 25.000‡                       |
| New Zealand (RMNZ)                                                                                   | Vàng        | 7.500‡                        |
| Ba Lan (ZPAV)                                                                                        | 2× Bạch kim | 40.000‡                       |
| Anh Quốc (BPI)                                                                                       | Vàng        | 126,078                       |
| Hoa Kỳ (RIAA)                                                                                        | Vàng        | 500.000‡                      |
| * Chứng nhận dựa theo doanh số tiêu thụ. ‡ Chứng nhận dựa theo doanh số tiêu thụ và phát trực tuyến. |             |                               |

## Lịch sử phát hành
| Quốc gia       | Ngày              | Định dạng | Hãng đĩa       | Ct.    |
| -------------- | ----------------- | --------- | -------------- | ------ |
| Úc             | 18 tháng 9, 2015  | CD LP     | Universal      | [ 56 ] |
| Canada         | 18 tháng 9, 2015  | CD        | Universal      | [ 57 ] |
| Pháp           | 18 tháng 9, 2015  | CD LP     | Polydor        | [ 58 ] |
| Đức            | 18 tháng 9, 2015  | CD LP     | Vertigo Berlin | [ 59 ] |
| Ý              | 18 tháng 9, 2015  | CD LP     | Universal      | [ 60 ] |
| Ba Lan         | 18 tháng 9, 2015  | CD        | Universal      | [ 61 ] |
| Vương quốc Anh | 18 tháng 9, 2015  | CD LP     | Polydor        | [ 62 ] |
| Hoa Kỳ         | 18 tháng 9, 2015  | CD LP     | Interscope     | [ 63 ] |
| Vương quốc Anh | 23 tháng 9, 2015  | LP        | Polydor        | [ 64 ] |
| Canada         | 25 tháng 9, 2015  | LP        | Universal      | [ 65 ] |
| Nhật Bản       | 25 tháng 9, 2015  | CD        | Universal      | [ 66 ] |
| Đức            | 25 tháng 9, 2015  | LP        | Vertigo Berlin | [ 67 ] |
| Ba Lan         | 25 tháng 9, 2015  | LP        | Universal      | [ 68 ] |
| Ba Lan         | 29 tháng 9, 2015  | LP        | Universal      | [ 69 ] |
| Pháp           | 30 tháng 9, 2015  | LP        | Polydor        | [ 70 ] |
| Ý              | 2 tháng 10, 2015  | LP        | Universal      | [ 71 ] |
| Hoa Kỳ         | 20 tháng 11, 2015 | Box set   | Interscope     | [ 72 ] |
| Pháp           | 4 tháng 12, 2015  | Box set   | Polydor        | [ 73 ] |
| Đức            | 11 tháng 12, 2015 | Box set   | Universal      | [ 74 ] |
| Ba Lan         | 11 tháng 12, 2015 | Box set   | Universal      | [ 75 ] |